# کریستوفر ولستنهلم
کریستوفر تونی «کریس» ولستنهلم, (انگلیسی: Christopher Tony "Chris" Wolstenholme؛ متولد ۲ دسامبر ۱۹۷۸)موسیقی‌دان اهل بریتانیاست که به خاطر حضور در گروه میوز شناخته شده‌است. وی با خانواده‌اش در اوکسشات زندگی می‌کند.